# Červenec 2019

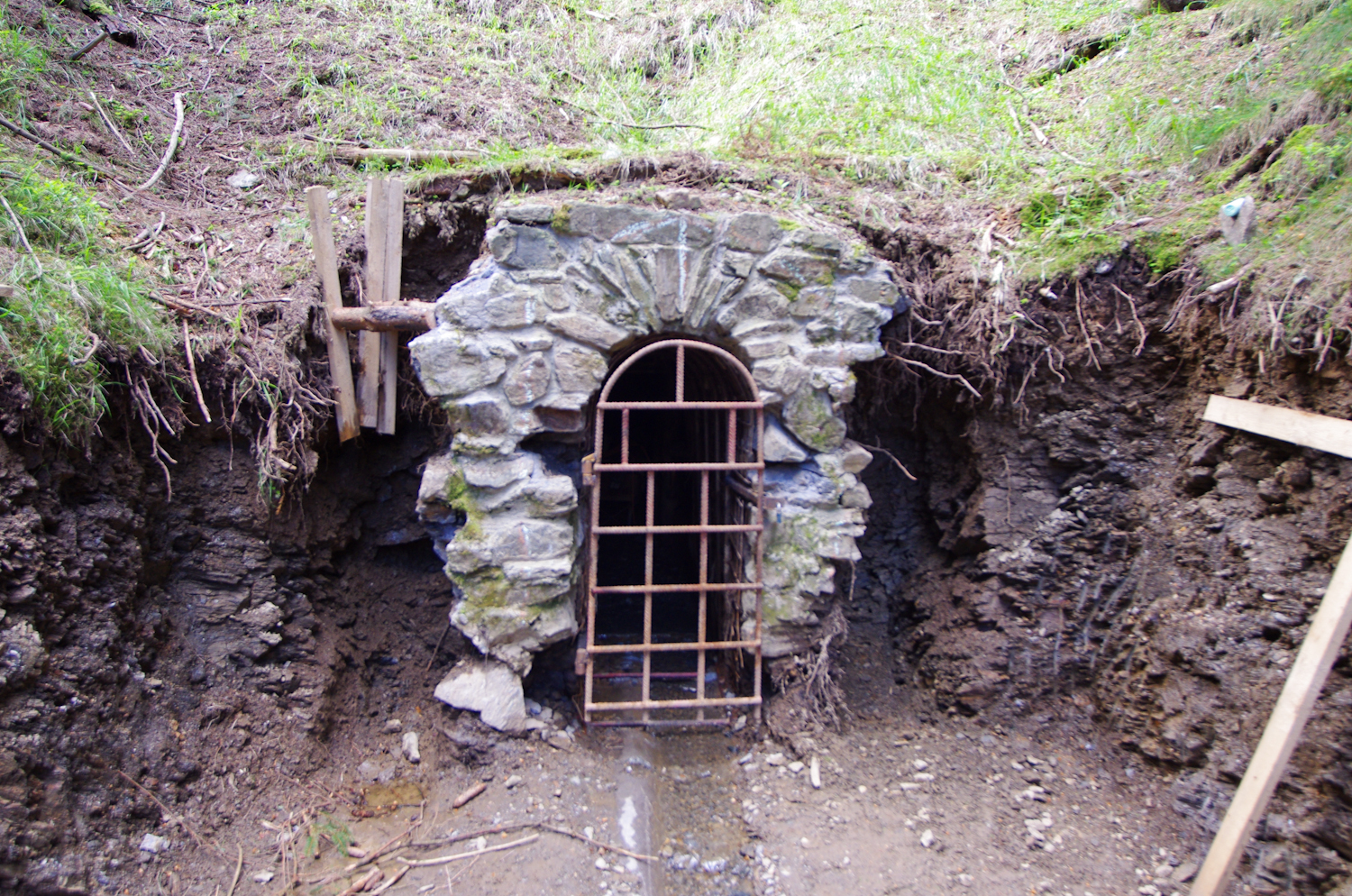
Zlatý Kopec, štola Johannes

Toto je archivovaný článek z portálu Aktuality.
1. července − pondělí
 Írán oficiálně oznámil, že překročil limit zásob nízko obohaceného uranu, který mu stanoví mezinárodní dohoda o jaderném programu z roku 2015.
 Japonsko, po tom co na konci roku 2018 vystoupilo z Mezinárodní velrybářské komise (IWC), po 31 letech obnovilo komerční lov velryb.
 Nový Zéland zakázal používání jednorázových igelitových tašek.
2. července − úterý
 Ursula von der Leyenová byla nominována na funkci předsedkyně Evropské komise.
 Při požáru na ruské ponorce zemřelo 14 námořníků.
 Vědcům z Temple University ve Filadelfii se povedlo vyléčit virus HIV u žijících myší. Viry odstranili kombinací genové úpravy pomocí CRISPR a léčby označované jako Laser ART.
3. července − středa
 Na místopředsednické pozice v Evropském parlamentu byli zvoleni kromě jiných Dita Charanzová (ANO) a Marcel Kolaja (Piráti).
4. července − čtvrtek
 Britské námořnictvo zadrželo u Gibraltaru íránský tanker Grace 1, který zřejmě vezl ropu na zpracování do syrské rafinérie Banias v přístavu Tartús, přestože Sýrie je od roku 2014 pod sankcemi EU.

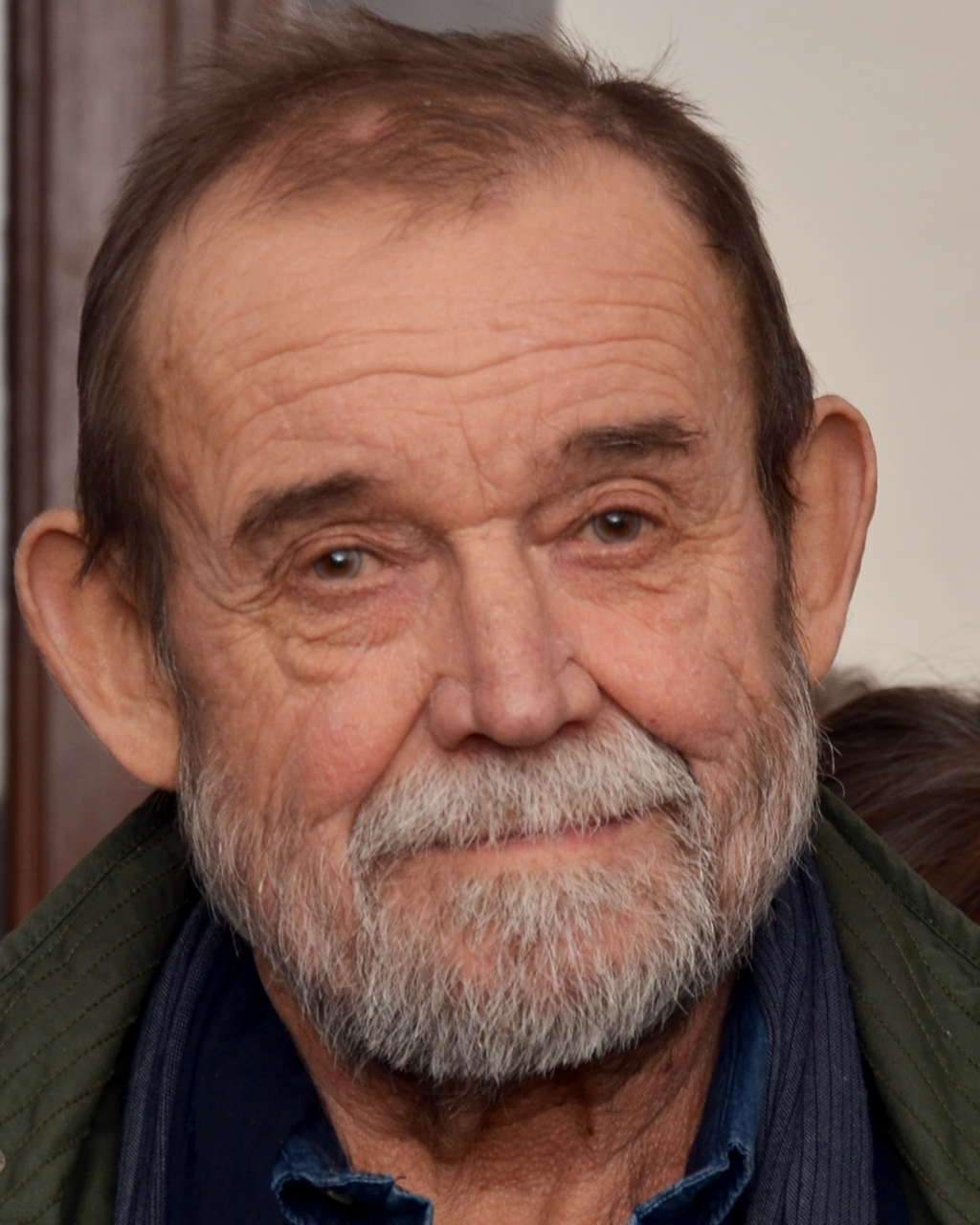
Vladimír Kučera

 Ve věku 72 let zemřel český novinář a publicista Vladimír Kučera (na obrázku), známý jako moderátor televizního pořadu Historie.cs.
 V 35 letech ukončil sportovní kariéru nizozemský fotbalista Arjen Robben, bývalý úspěšný hráč klubů PSV Eindhoven, Chelsea FC, Real Madrid, FC Bayern Mnichov i nizozemské fotbalové reprezentace.
6. července − sobota
 Hornický region Krušnohoří (na obrázku) a Národní hřebčín Kladruby nad Labem byly zapsány na seznam světového dědictví UNESCO.
9. července − úterý
 K výrazně diplomatické roztržce došlo mezi Spojenými státy a Británií, když na veřejnost unikly tajné zprávy britského velvyslance v USA, v nichž označuje prezidenta Trumpa za neschopného a nekompetentního. Po tlaku ze strany prezidenta Trumpa pak britský diplomat Kim Darroch ze své funkce sám odešel.
10. července − středa
  Výbor pro světové dědictví na svém 43. zasedání v ázerbájdžánském Baku přidal dvacet devět památek na seznam Světového dědictví UNESCO.
 Íránský prezident Hasan Rúhání varoval Velkou Británii před důsledky zadržení supertankeru u Gibraltaru z minulého týdne a zmínil možnost, že íránské námořní síly v odvetě zadrží britské plavidlo.
11. července − čtvrtek
 Íránské ozbrojené lodě se v Hormuzském průlivu pokusily zadržet britský ropný tanker, ale fregata britského námořnictva, která tanker doprovázela, Íránce donutila, aby se stáhli.
 Na řeckém poloostrově Chalkidiki udeřily silné bouře s vichřicí a krupobitím. V rozsáhlých oblastech byla přerušena dodávka elektřiny, jsou hlášeny značné materiální škody. Živel si vyžádal 7 obětí na lidských životech, mezi nimiž je i český manželský pár, který zahynul ve větrem převráceném obytném přívěsu.
12. července − pátek
 Extrémní bouře doprovázená lijákem, větrem a kroupami způsobila přerušení provozu na jednom z největších německých letišť ve Frankfurtu nad Mohanem. Jsou hlášeny větší materiální škody jako zaplavené sklepy a přerušení dopravy. Napadané kroupy vytvořily několikacentimetrovou souvislou bílou vrstvu.
13. července − sobota

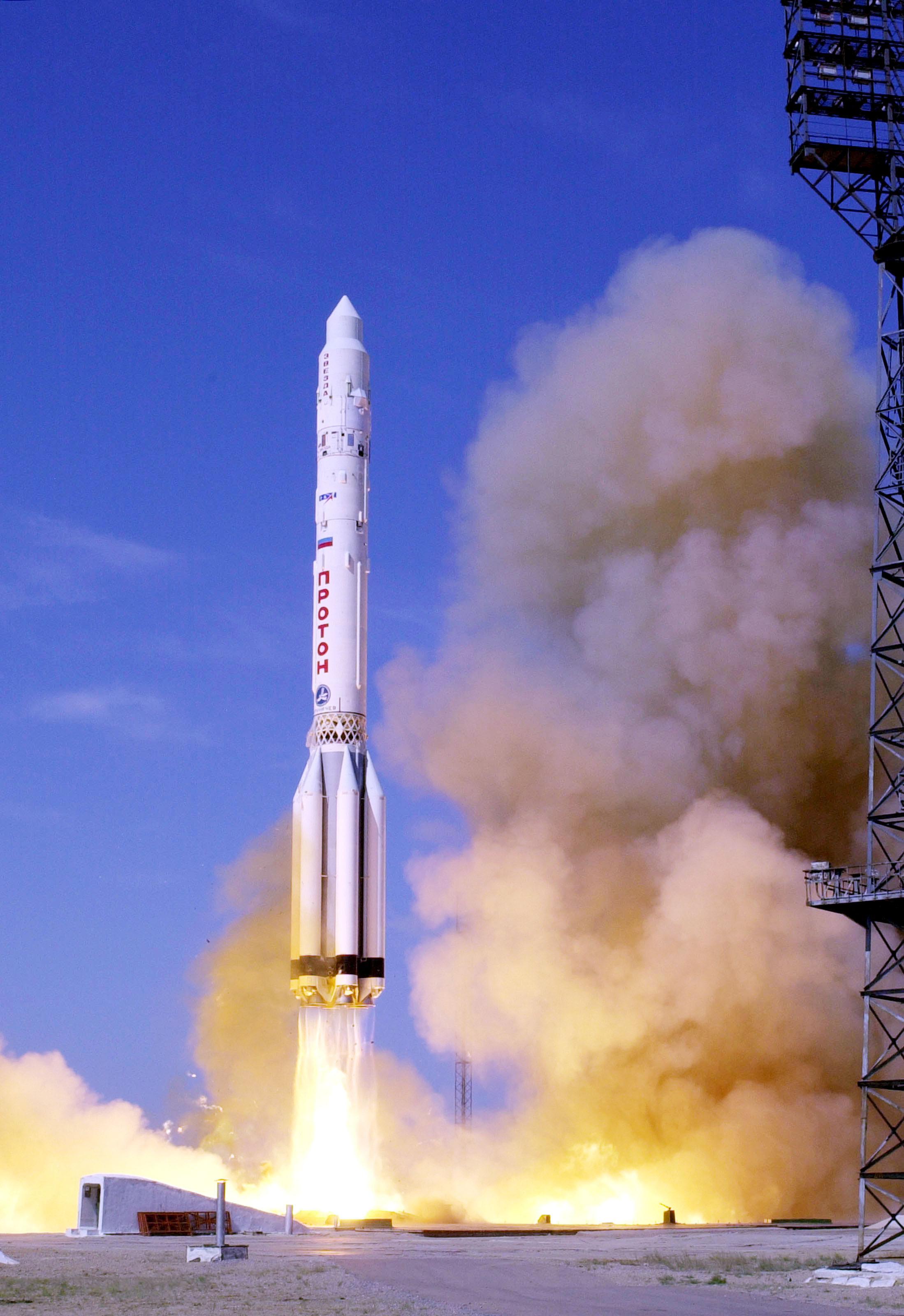
Raketa Proton

 Z kosmodromu Bajkonur odstartovala raketa Proton (na obrázku), která do vesmíru vynesla rusko-německý rentgenový teleskop Spektr-RG, který by mohl pomoci objasnit tajemství temné hmoty a temné energie, které dohromady tvoří asi 96 % vesmíru, ale jejich podstata je doposud prakticky neznámá.
15. července − pondělí
 Konžské úřady zaregistrovaly první případ onemocnění hemoragickou horečkou ebola ve městě Goma, metropoli provincie Severní Kivu. V této provincii virus zabil již nejméně 1 600 lidí.
 Přes 130 obětí na životech si vyžádaly záplavy a sesuvy půdy po silných monzunových deštích v Nepálu, severovýchodní Indii a Bangladéši. Více než dva miliony lidí musely opustit své domovy a jsou hlášeny velké materiální škody především na dopravní infrastruktuře.
16. července − úterý

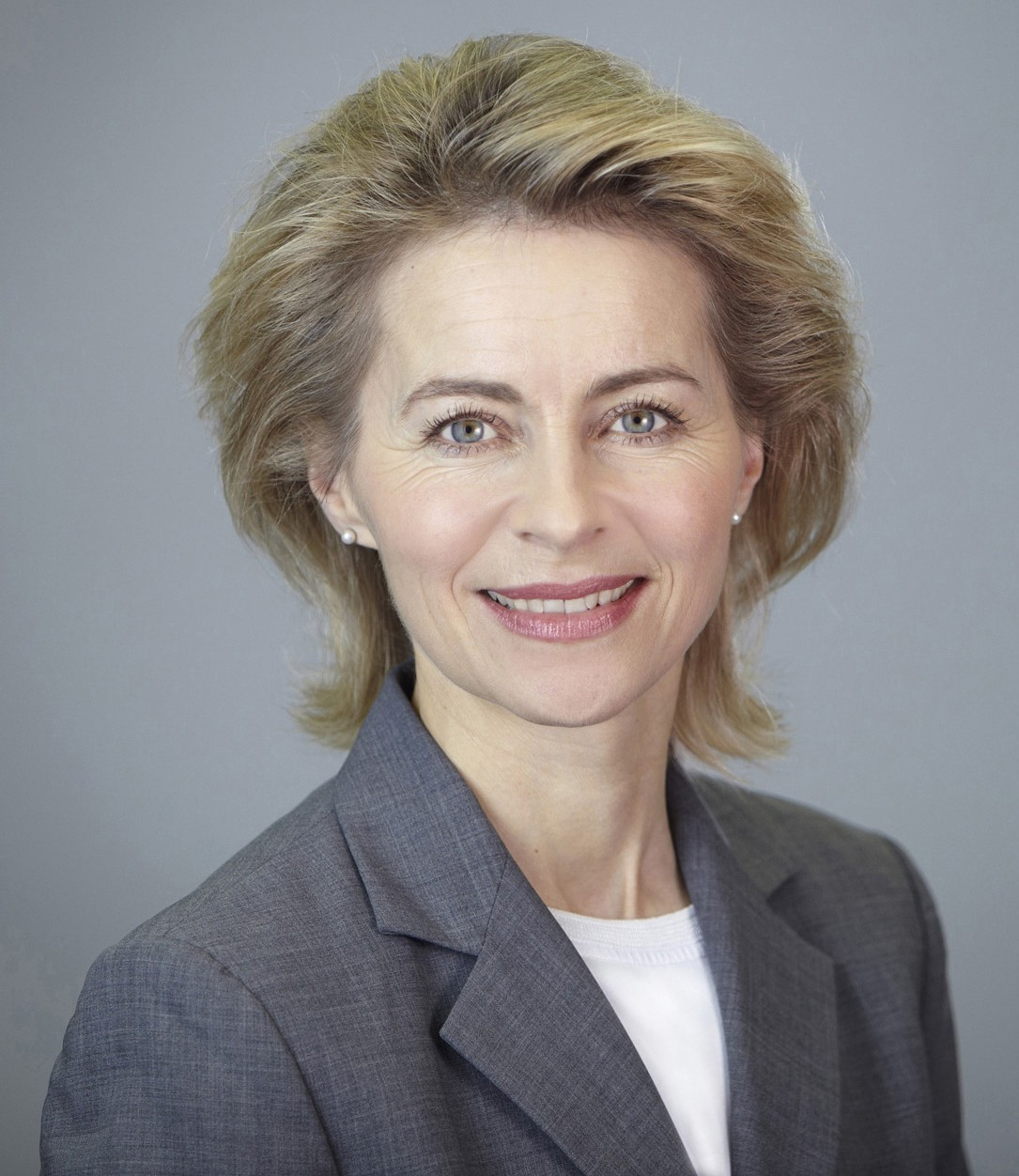
Ursula von der Leyenová

 Německá kandidátka Ursula von der Leyenová (na obrázku) byla poměrem počtu hlasů 383 : 327 zvolena do funkce předsedkyně Evropské komise.
18. července − čtvrtek
 Světová zdravotnická organizace vyhlásila epidemii hemoragické horečky ebola za ohrožení veřejného zdraví mezinárodního významu.
 Nejméně 34 lidí bylo zabito při žhářském útoku na animační studio Kjóto Animation ve městě Kjóto.
 Argentina prohlásila libanonské hnutí Hizballáh za teroristickou organizaci kvůli sérii bombových útoků proti izraelským cílům v Buenos Aires.
19. července − pátek
 Íránské ozbrojené lodě v Hormuzském průlivu zadržely britský ropný tanker Stena Impero a přinutily ho zakotvit v íránském přístavu Bandar Abbás, kde nyní zadržují i jeho posádku. 
22. července − pondělí
 Indická raketa GSLV Mk.3 vynesla z kosmodromu Šríharikota na oběžnou dráhu měsíční sondu Čandraján-2.
23. července − úterý

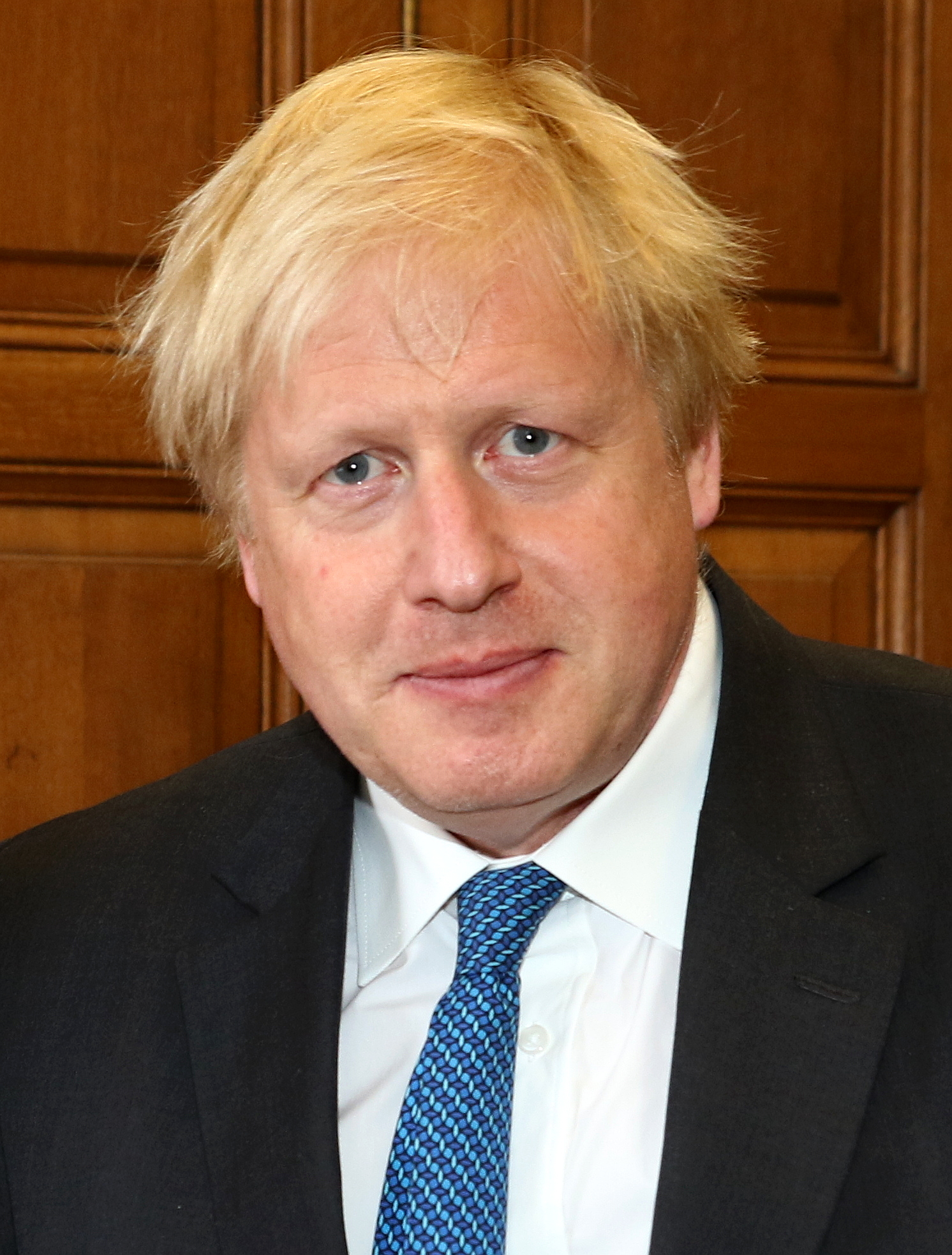
Boris Johnson

 Ve středním Portugalsku již několik dnů hoří rozsáhlý lesní požár, který hasičské sbory i při nasazení přes 1 800 lidí stále nemají úplně pod kontrolou. Jde o nejrozsáhlejší požár letošního léta, který zlikvidoval již 8 500 hektarů porostu a přinutil k evakuaci řadu místních obyvatel.
 Na střední Sibiři vypukl v dlouhodobých vedrech okolo 30 °C téměř bez srážek rozsáhlý požár na ploše cca jednoho milionu hektarů, tj. přibližně velké jako je Jihočeský kraj. Nikdo jej nehasí, protože zákon to umožňuje, pokud by náklady na hašení překročily způsobené škody.
24. července − středa
 Boris Johnson (na obrázku) vystřídal na pozici premiéra Velké Británie Theresu Mayovou.
25. července − čtvrtek
 Ve věku dvaadevadesáti let zemřel úřadující tuniský prezident Al-Bádží Qáid as-Sabsí.

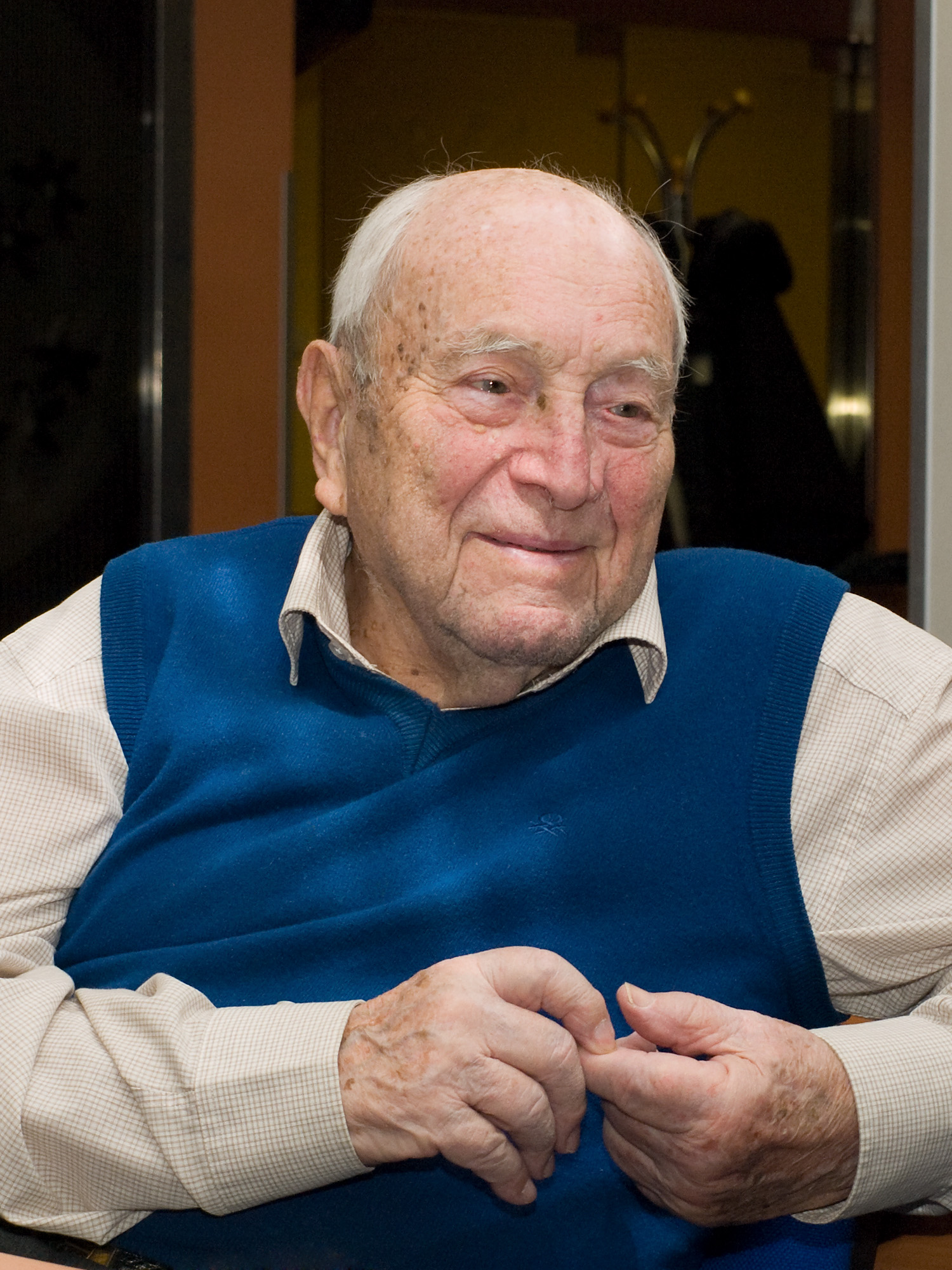
Luboš Perek

26. července − pátek
 Ve věku 66 let zemřel herec a manažer Divadla Járy Cimrmana Václav Kotek.
 Více než 3500 lidí je evakuováno z centra Budapešti. Důvodem je nález stokilové nevybuchlé bomby ze druhé světové války.
 Český astronom Luboš Perek (na obrázku) se dožil sta let. Je po něm pojmenován největší český dalekohled v Ondřejově.
 Ve francouzském nalezišti Charente byla objevena dvoumetrová stehenní kost patřící dinosaurovi ze skupiny sauropodů. Kost je ve velmi dobrém stavu, odhadovaná hmotnost dinosaura je mezi 40 a 50 tunami.
29. července − pondělí

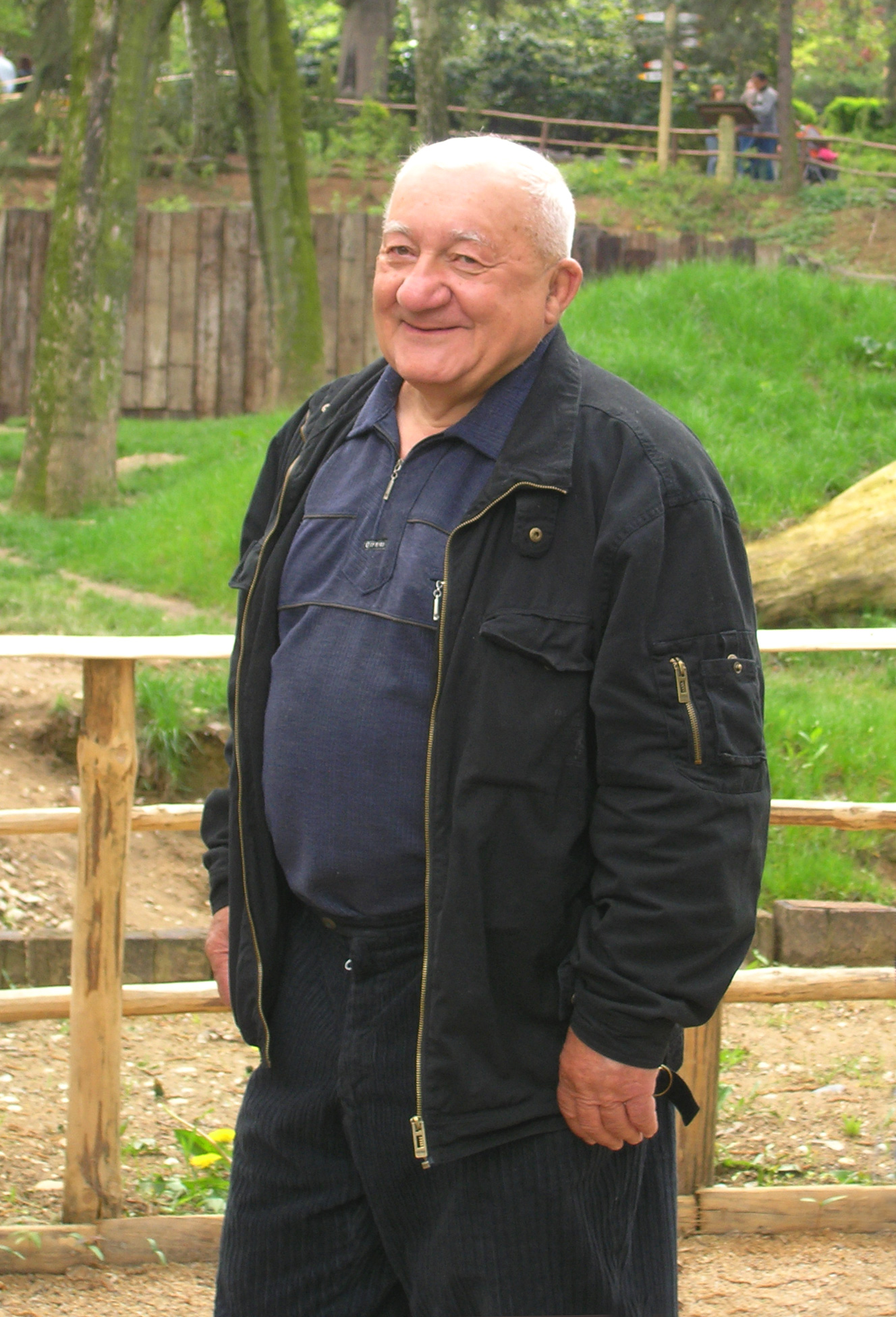
Zdeněk Srstka

 Při násilnostech ve věznici v Altamiře v brazilském státě Pará zemřelo 57 lidí.
 Ve věku 83 let zemřel Zdeněk Srstka (na obrázku), vzpěrač, olympionik, kaskadér, moderátor a herec.
30. července − úterý
:  Norská policie se neúspěšně pokusila spolu se záchranáři dostat k tělům dvou českých horolezců, kteří zemřeli na skalní stěně Trollveggen.
31. července − středa
 Ruská policie provedla rozsáhlé razie v bytech účastníků sobotní demonstrace v Moskvě, kteří protestovali proti vyřazení opozičních kandidátů z voleb moskevského zastupitelstva. Během nepovoleného víkendového protestu zadržela policie na čtrnáct set lidí.